# Niente è come sembra
Niente è come sembra è un film del 2007 diretto da Franco Battiato.
Venne presentato in anteprima al Festival Internazionale del Film di Roma del 2007 nella sezione Extra.

## Trama
Giulio Varga, anziano docente di antropologia culturale presso lo IULM di Milano, vive una crisi matrimoniale che porta sua moglie a lasciarlo. Appassionato di feste etnico-popolari, progetta di andare in un villaggio per documentare una festa del fuoco di origini precristiane; nella ricerca di questo luogo si perde in un bosco in cui vaga fino al sopraggiungere dell'oscurità, nella quale scorge, infine, una casa illuminata.
Qui assiste a un'insolita festa di compleanno: in una stanza i convitati discutono di metafisica, in altre si tengono letture di tarocchi ed esercizi di musica. In seguito, dopo una passeggiata ricreativa, alcuni di essi manifestano prodigi mistici, e all'ateo Giulio viene presentata la triste condizione dell'uomo, prigioniero delle proprie passioni. Mentre un gruppo di persone ascolta attentamente un maestro spirituale che predica in un assolato giardino, Giulio si allontana con indifferenza per raccogliere ciliegie.